# ISO Master
ISO Master ist eine freie Software für Linux und BSD zur Erstellung und Bearbeitung von ISO-9660-Dateien (ISO-Abbilder).

## Fähigkeiten
- Erstellung neuer ISO-Abbilder
- Hinzufügen oder Löschen von Dateien und Verzeichnissen in Abbilddateien
- Erstellen bootfähiger Medien mit verschiedenen "boot record"-Arten: no-emulation (isolinux, Windows), 1,2″-, 1,44″- und 2,88″-Diskettenemulation
- Unterstützung für RockRidge- und Joliet-Dateinamen
- Leseunterstützung für NRG-Abbilder (Format von Nero Burning ROM)

## Verfügbarkeit
Es wird für Unix-ähnliche Betriebssysteme als freie Software auch im Quelltext unter den Bedingungen der GNU General Public License (GPL) verbreitet. Die proprietäre Windows-Version, die als zeitbeschränkte Shareware kommerziell lizenziert wurde, ist nicht mehr verfügbar.
Für Windows steht jedoch inzwischen ein aus dem freien Quelltext erstelltes Paket in der Cygwin-Distribution zur Verfügung.
Unter Cygwin und in den populären Linux-Distributionen Debian, Ubuntu und Fedora kann es direkt aus den Standard-Paketquellen installiert werden.

## Geschichte
Als erste Version wurde im August 2006 eine funktionierende Beta-Version veröffentlicht. Ab der Version 1.3 vom Dezember 2007 wird auch eine offizielle, proprietäre Windows-Version veröffentlicht. Am 26. August 2008 wurde dazu von Dritten auch eine freie Version für Cygwin veröffentlicht, die am 23. Mai 2012 durch ein offizielles Cygwin-Paket abgelöst wurde.